# John Wang Renlei
John Wang Renlei (chiń. 王仁雷; ur. w kwietniu 1970) – chiński duchowny katolicki, biskup Xuzhou od 2011.

## Życiorys
Święcenia kapłańskie otrzymał w sierpniu 1996.
Wybrany biskupem koadiutorem biskupa Thomasa Qian Yurong. Sakrę biskupią przyjął bez mandatu papieskiego 30 listopada 2006. W 2011 został biskupem ordynariuszem Xuzhou. Na początku 2012 pojednał się ze Stolicą Apostolską, która uznała go za prawowitego ordynariusza.